# Meteorus
Meteorus is een geslacht van schildwespen (Braconidae). De wetenschappelijke naam werd voor het eerst geldig gepubliceerd in 1835 door Alexander Henry Haliday als een subgenus van Perilitus.

## Europese soorten[2]
Deze soorten zijn in Europa waargenomen:
- Meteorus abdominator (Nees, 1811)
- Meteorus abscissus Thomson, 1895
- Meteorus affinis (Wesmael, 1835)
- Meteorus alborossicus Lobodenko, 2000
- Meteorus angiclypealis van Achterberg, 2001
- Meteorus boreus Tobias, 1986
- Meteorus breviantennatus Tobias, 1986
- Meteorus brevicauda Thomson, 1895
- Meteorus cespitator (Thunberg, 1822)
- Meteorus cinctellus (Spinola, 1808)
- Meteorus cis (Bouché, 1834)
- Meteorus colon (Haliday, 1835)
- Meteorus consimilis (Nees, 1834)
- Meteorus corax Marshall, 1898
- Meteorus eadyi Huddleston, 1980
- Meteorus filator (Haliday, 1835)
- Meteorus gracilis (Ratzeburg, 1852)
- Meteorus hirsutipes Huddleston, 1980
- Meteorus ictericus (Nees, 1812)
- Meteorus ipidivorus Tobias, 1986
- Meteorus jaculator (Haliday, 1835)
- Meteorus lionotus Thomson, 1895
- Meteorus longicaudis (Ratzeburg, 1848)
- Meteorus longicornis (Ratzeburg, 1844)
- Meteorus melanostictus Capron, 1887
- Meteorus micropterus (Haliday, 1835)
- Meteorus nadezhdae Lobodenko, 2000
- Meteorus nixoni Huddleston, 1980
- Meteorus obfuscatus (Nees, 1811)
- Meteorus obsoletus (Wesmael, 1835)
- Meteorus oculatus Ruthe, 1862
- Meteorus pallidus (Nees, 1811)
- Meteorus pendulus (Muller, 1776)
- Meteorus pulchricornis (Wesmael, 1835)
- Meteorus punctifrons Thomson, 1895
- Meteorus radialis Tobias, 1986
- Meteorus rubens (Nees, 1811)
- Meteorus ruficeps (Nees, 1834)
- Meteorus salicorniae Schmiedeknecht, 1897
- Meteorus subjaculator Tobias, 1986
- Meteorus sulcatus Szepligeti, 1896
- Meteorus tabidus (Wesmael, 1835)
- Meteorus unicolor (Wesmael, 1835)
- Meteorus varinervis Tobias, 1986
- Meteorus versicolor (Wesmael, 1835)
- Meteorus vexator (Haliday, 1835)

## Alle soorten
Deze lijst van 317 stuks is mogelijk niet compleet.
- M. abdominator (Nees, 1811)
- M. abscissus Thomson, 1895
- M. acerbiavorus Belokobylskij, Stigenberg & Vikberg, 2011
- M. acronyctae Muesebeck, 1923
- M. acutus Maeto, 1988
- M. achterbergi

Meteorus achterbergi (Chen & Wu) Chen & Wu, 2000
Meteorus achterbergi (Huddleston) Huddleston, 1983
- M. affinis (Wesmael, 1835)
- M. alboannulatus Belokobylskij, 1987
- M. alborossicus Lobodenko, 2000
- M. albulus Wu & Chen, 2000
- M. alejandromasisi Zitani, 1998
- M. amazonensis Aguirre & Shaw, 2011
- M. anastasiae Belokobylskij, 2000
- M. andreae Aguirre & Shaw, 2011
- M. angiclypealis van Achterberg, 2001
- M. angustatus Maeto, 1988
- M. angustifacies Belokobylskij, 1987
- M. angustipennis Muesebeck, 1923
- M. anicus Huddleston, 1983
- M. annetteae Huddleston, 1986
- M. antefurcalis Fahringer, 1941
- M. anthracnemis de Saeger, 1946
- M. antioquensis Aguirre & Shaw, 2011
- M. antipodalis Ashmead, 1900
- M. aotouensis Chen & Wu, 2000
- M. arcticus Papp, 1989
- M. arctiicida Viereck, 1912
- M. argostigmatus Wu & Chen, 2000
- M. argyrotaeniae Johansen, 1949
- M. arizonensis Muesebeck, 1923
- M. arrogator Huddleston, 1983
- M. artocercus Stigenberg, 2011
- M. ate Nixon, 1943
- M. austini Wu & Chen, 2000
- M. australis Tosquinet, 1900
- M. autographae Muesebeck, 1923
- M. bacoorensis Ashmead, 1904
- M. bakeri Cook & Davis, 1891
- M. beroni Papp, 1990
- M. betulini Mason, 1968
- M. boreus Tobias, 1986
- M. boyacensis Aguirre & Shaw, 2011
- M. breviantennatus Tobias, 1986
- M. breviatus Wu & Chen, 2000
- M. brevicauda Thomson, 1895
- M. brevicornis Granger, 1949
- M. brevifacierus Wu & Chen, 2000
- M. brevis Brues, 1933
- M. brownii Ashmead, 1905
- M. buyunensis Wu & Chen, 2000
- M. caelebs Saussure, 1892
- M. calimai Aguirre & Shaw, 2011
- M. cameroni Shenefelt, 1969
- M. camilocamargoi Zitani, 1998
- M. campestris Viereck, 1905
- M. camptolomae Watanabe, 1939
- M. capensis Cameron, 1905
- M. capito de Saeger, 1946
- M. caquetensis Aguirre & Shaw, 2011
- M. cecavorum Aguirre & Shaw, 2011
- M. cespitator (Thunberg, 1822)
- M. cinctellus (Spinola, 1808)
- M. cingiliae Muesebeck, 1926
- M. cis (Bouche, 1834)
- M. citimus de Saeger, 1946
- M. clinophthalmicus Shenefelt, 1961
- M. clytes Nixon, 1943
- M. cobbus Huddleston, 1986
- M. coffeatus Zitani, 1998
- M. cognatus Muesebeck, 1939
- M. colon (Haliday, 1835)
- M. collectus Chen & Wu, 2000
- M. congregatus Muesebeck, 1939
- M. conjunctus de Saeger, 1946
- M. consimilis (Nees, 1834)
- M. corax Marshall, 1898
- M. corniculatus Zitani, 1998
- M. crassicornis Brues, 1933
- M. croce Nixon, 1943
- M. curvus Maeto, 1988
- M. cyranus Huddleston, 1987
- M. changbaishanicus Chen & Wu, 2000
- M. cheni Wu, 2000
- M. chilensis Porter, 1926
- M. chingazensis Aguirre & Shaw, 2011
- M. dasys Wu & Chen, 2000
- M. datanae Muesebeck, 1923
- M. delator (Haliday, 1835)
- M. deltae Blanchard, 1936
- M. delusor de Saeger, 1946
- M. densipilosus Stigenberg, 2011
- M. depressus Huddleston, 1983
- M. derocalamus Wu & Chen, 2000
- M. desmiae Zitani, 1998
- M. destructor Saussure, 1892
- M. dialeptosus Wu & Chen, 2000
- M. dichomeridis Wilkinson, 1930
- M. dilutus (Ratzeburg, 1844)
- M. dimidiatus (Cresson, 1872)
- M. dixi Aguirre & Shaw, 2011
- M. dos Zitani, 1998
- M. ductor de Saeger, 1946
- M. durbanensis Brues, 1926
- M. eaclidis Muesebeck, 1958
- M. eadyi Huddleston, 1980
- M. ealanus de Saeger, 1946
- M. effeminatus Ruthe, 1862
- M. ejuncidus Wu & Chen, 2000
- M. eklundi Stigenberg, 2011
- M. elongatus Brues, 1933
- M. eminulus Wu & Chen, 2000
- M. endoclytae Maeto, 1990
- M. enodis Wu & Chen, 2000
- M. etawahianus Shamim & Ahmad, 2008
- M. euchromiae Ashmead, 1889
- M. eumenidis Brethes, 1903
- M. euschausiae Muesebeck, 1923
- M. exiguae Chen & Wu, 2000
- M. farallonensis Aguirre & Shaw, 2011
- M. fastidiosus de Saeger, 1946
- M. filator (Haliday, 1835)
- M. fischeri Chen & Wu, 2000
- M. flaviceps (Ratzeburg, 1844)
- M. flavicornis Szepligeti, 1914
- M. flavicoxa Maeto, 1986
- M. fujianicus Wu & Chen, 2000
- M. fumipennis Muesebeck, 1923
- M. gigas Aguirre, Shaw & Jones, 2010
- M. gloriosus Huddleston, 1983
- M. gotoi Maeto, 1988
- M. gracilis (Ratzeburg, 1852)
- M. graciliventris Muesebeck, 1956
- M. guacharensis Aguirre & Shaw, 2011
- M. guineverae Aguirre & Shaw, 2011
- M. heliophilus Fischer, 1970
- M. hepiali Wang, 1984
- M. hicoriae Muesebeck, 1923
- M. hirsutipes Huddleston, 1980
- M. honghuaensis Wu & Chen, 2000
- M. hubeiensis Chen & Wu, 2000
- M. huilensis Aguirre & Shaw, 2011
- M. humilis (Cresson, 1872)
- M. hyphantriae Riley, 1887
- M. hypophloei Cushman, 1931
- M. ictericus (Nees, 1811)
- M. iguaquensis Aguirre & Shaw, 2011
- M. indagator (Riley, 1872)
- M. insulicola Maeto, 1989
- M. interstitialis Brues, 1933
- M. ipidivorus Tobias, 1986
- M. jaculator (Haliday, 1835)
- M. jerodi Aguirre & Shaw, 2011
- M. jezoensis Maeto, 1988
- M. jilinensis Wu & Chen, 2000
- M. josieas Huddleston, 1983
- M. kleini Szepligeti, 1918
- M. komensis Wilkinson, 1927
- M. kotanii Maeto, 1986
- M. kotenkoi Belokobylskij, 1987
- M. kraussi Muesebeck, 1958
- M. kunashiricus Belokobylskij, 1995

- M. kurokoi Maeto, 1989
- M. kyushuensis Maeto, 1988
- M. laevigatus Huddleston, 1983
- M. lal Nixon, 1943
- M. laodice Nixon, 1943
- M. laphygmae Viereck, 1913
- M. laphygmarum Brues, 1926
- M. laqueatus Enderlein, 1920
- M. latipennis de Saeger, 1946
- M. latro de Saeger, 1946
- M. latus Wu & Chen, 2000
- M. leptokolosus Wu & Chen, 2000
- M. limbatus Maeto, 1988
- M. lindae Huddleston, 1983
- M. lionotus Thomson, 1895
- M. lipsis Nixon, 1943
- M. longicaudis (Ratzeburg, 1848)
- M. longicornis

Meteorus longicornis (Ratzeburg) (Ratzeburg, 1844)
Meteorus longicornis (Statz) Statz, 1938
- M. longidens Chen & Wu, 2000
- M. longidiastemus Wu & Chen, 2000
- M. longipilosus Stigenberg, 2011
- M. longiradialis Granger, 1949
- M. longus Chen & Wu, 2000
- M. luteus (Cameron, 1911)
- M. magdalensis Aguirre & Shaw, 2011
- M. margaroniae Wilkinson, 1927
- M. mariamartae Zitani, 1998
- M. marshi Wu & Chen, 2000
- M. megalops Zitani, 1998
- M. megalopsus Chen & Wu, 2000
- M. melanostictus Capron, 1887
- M. micrommatus Zitani, 1998
- M. micropilosus Tobias, 1986
- M. micropterus (Haliday, 1835)
- M. muiscai Aguirre & Shaw, 2011
- M. nadezhdae Lobodenko, 2000
- M. narangae Sonan, 1943
- M. neavei Brues, 1926
- M. nereus Nixon, 1943
- M. nixoni Huddleston, 1980
- M. nodai Maeto, 1988
- M. novazealandicus Cameron, 1898
- M. obfuscatus (Nees, 1811)
- M. obscurus Huddleston, 1983
- M. obsoletus (Wesmael, 1835)
- M. octasemae Fischer, 1968
- M. oculatus Ruthe, 1862
- M. orbitus Chen & Wu, 2000
- M. orientis Wu & Chen, 2000
- M. ornatus de Saeger, 1946
- M. ottus Huddleston, 1983
- M. oviedoi Shaw & Nishida, 2005
- M. pachymetae de Saeger, 1946
- M. palmeri Huddleston, 1983
- M. pallicornis Chen & Wu, 2000
- M. pallidus (Nees, 1811)
- M. pallipes (Wesmael, 1835)
- M. papiliovorus Zitani, 1997
- M. parafilator Wu & Chen, 2000
- M. pendulus (Muller, 1776)
- M. petilus Wu & Chen, 2000
- M. pictus de Saeger, 1946
- M. pinguicornis Huddleston, 1983
- M. pinifolii Mason, 1960
- M. platensis Brethes, 1913
- M. politus (Provancher, 1886)
- M. politutele Shenefelt, 1969
- M. poonchiensis Shamim & Ahmad, 2008
- M. popovi Papp, 1990
- M. prosnixoni Chen & Wu, 2000
- M. provancheri Dalla Torre, 1898
- M. proximus (Cresson, 1872)
- M. pseudodimidiatus Zitani, 1998
- M. pulchricornis (Wesmael, 1835)
- M. punctatus Wu & Chen, 2000
- M. punctifrons Thomson, 1895
- M. quimbayensis Aguirre & Shaw, 2011
- M. quinlani Huddleston, 1986
- M. radialis Tobias, 1986
- M. remotus Chen & Wu, 2000
- M. restionis Shaw & Jones, 2011
- M. rex Belokobylskij, 2000
- M. rhytismus Wu & Chen, 2000
- M. rogerblancoi Zitani, 1998
- M. rossicus

Meteorus rossicus (Belokobylskij) Belokobylskij, 1995
Meteorus rossicus (Telenga) Telenga, 1940
- M. rubens (Nees, 1811)
- M. ruficeps (Nees, 1834)
- M. rufus (DeGeer, 1778)
- M. rugiclypeolus Chen & Wu, 2000
- M. rugifrontatus Chen & Wu, 2000
- M. rugivultus Wu & Chen, 2000
- M. rugonasus Shaw & Jones, 2009
- M. rugosus Maeto, 1986
- M. russeithorax de Saeger, 1946
- M. salicorniae Schmiedeknecht, 1897
- M. santanderensis Aguirre & Shaw, 2011
- M. sedlaceki Huddleston, 1983
- M. sedulus de Saeger, 1946
- M. seyrigi Granger, 1949
- M. shawi Chen & Wu, 2000
- M. sibyllae Stigenberg, 2011
- M. sinicus Wu & Chen, 2000
- M. spilosomae Narendran & Rema, 1996
- M. sritus Huddleston, 1983
- M. stenomastax Stigenberg, 2011
- M. stenostigma Thomson, 1895
- M. sterictae Zitani, 1998
- M. strabismus Huddleston, 1983
- M. strictus de Saeger, 1946
- M. subjaculator Tobias, 1986
- M. subtilisulcus Stigenberg, 2011
- M. sulcatus Szepligeti, 1896
- M. sutshanicus Belokobylskij, 2000
- M. tabidiae Wilkinson, 1930
- M. tabidus (Wesmael, 1835)
- M. takenoi Maeto, 1989
- M. tanycoleosus Wu & Chen, 2000
- M. tarius Huddleston, 1983
- M. tauricornis (Provancher, 1880)
- M. tenellus Marshall, 1887
- M. terebratus Muesebeck, 1923
- M. tersus Muesebeck, 1956
- M. testaceorufa Shenefelt, 1969
- M. testaceus Szepligeti, 1914
- M. tetralophae Muesebeck, 1926
- M. tibialis Muesebeck, 1923
- M. tongmuensis Chen & Wu, 2000
- M. townesi Huddleston, 1983
- M. townsendi Muesebeck, 1939
- M. trachynotus Viereck, 1912
- M. transcaperatus Chen & Wu, 2000
- M. tribulosus Wu & Chen, 2000
- M. tricolor Szepligeti, 1913
- M. trichogrammae Wilkinson, 1930
- M. trilineatus Cameron, 1905
- M. triptus Nixon, 1943
- M. turgidus Wu & Chen, 2000
- M. tydeus Nixon, 1943
- M. unicolor (Wesmael, 1835)
- M. uno Zitani, 1998
- M. varicosus Huddleston, 1983
- M. variegatus Granger, 1949
- M. variipes Granger, 1949
- M. varinervis Tobias, 1986
- M. versicolor (Wesmael, 1835)
- M. vexator (Haliday, 1835)
- M. vitticollis (Holmgren, 1868)
- M. watanabei Maeto, 1988
- M. whartoni Wu & Chen, 2000
- M. wittei de Saeger, 1946
- M. wuyiensis Wu & Chen, 2000
- M. yamijuanum Zitani, 1998
- M. yanagiharai Sonan, 1940
- M. yunnanicus Chen & Wu, 2000
- M. zhoui Chen & Wu, 2000
- M. zinaidae Belokobylskij, 1987